# Esmond Bradley Martin
Esmond Bradley Martin (17. dubna 1941, New York, USA – 4. února 2018, Nairobi, Keňa) byl americký aktivista, který se intenzivně angažoval v boji proti obchodu se slonovinou a rohy nosorožců. V 90. letech se zasloužil o to, že čínská vláda zakázala obchod se slonovinou.

## Život
Bradley Martin pracoval řadu let jako zvláštní vyslanec OSN pro ochranu nosorožců. Často se vydával za kupce nebo překupníka, aby pronikl do sítě obchodníků v Africe i jihovýchodní Asii. Měl výrazný podíl na tom, že se v 90. letech podařilo přesvědčit čínskou vládu k zákazu obchodu se slonovinou. V posledních měsících svého života však popisoval, že obchod se slonovinou se přesunul z Číny do jihovýchodní Asie, především Laosu.

## Vražda
Martin byl v únoru 2018 nalezen mrtev ve svém bytě v Nairobi s bodnou ranou na krku. Zatím není zřejmé, zda byl zavražděn kvůli své činnosti. Jako pravděpodobnější varianta se jeví verze, že šlo o zpackané loupežné přepadení.

## Dílo
- Bradley, Martin; Chryssee Martin: Run, rhino, run (1982)